# Clidemia sericea
Clidemia sericea är en tvåhjärtbladig växtart som beskrevs av David Don. Clidemia sericea ingår i släktet Clidemia och familjen Melastomataceae.
Artens utbredningsområde är Peru. Inga underarter finns listade i Catalogue of Life.